# Stenaoplus intermedius
Stenaoplus intermedius là một loài tò vò trong họ Ichneumonidae.